# Burgemeester de Hooppark
Het Burgemeester de Hooppark is een natuurpark met hertenkamp in de stad Sneek.
Ten noorden wordt het park begrensd door de Leeuwarderweg, ten oosten door de Sytsingawiersterleanne, ten zuiden door de Oudvaart en ten oosten door Sportpark Leeuwarderweg. Het park is vernoemd naar Petrus Jacobus de Hoop, voormalig burgemeester van Sneek.

## Voorzieningen
In het park bevinden zich een hertenkamp, wandelpaden, het zwembad It Rak en aangrenzend zijn diverse jachthavens gesitueerd. Waar het noordelijke deel van het park slechts bestaat uit een langgerekt wandelpad, bestaat het deel rondom het zwembad uit een meer bebost deel.

## Joods Monument

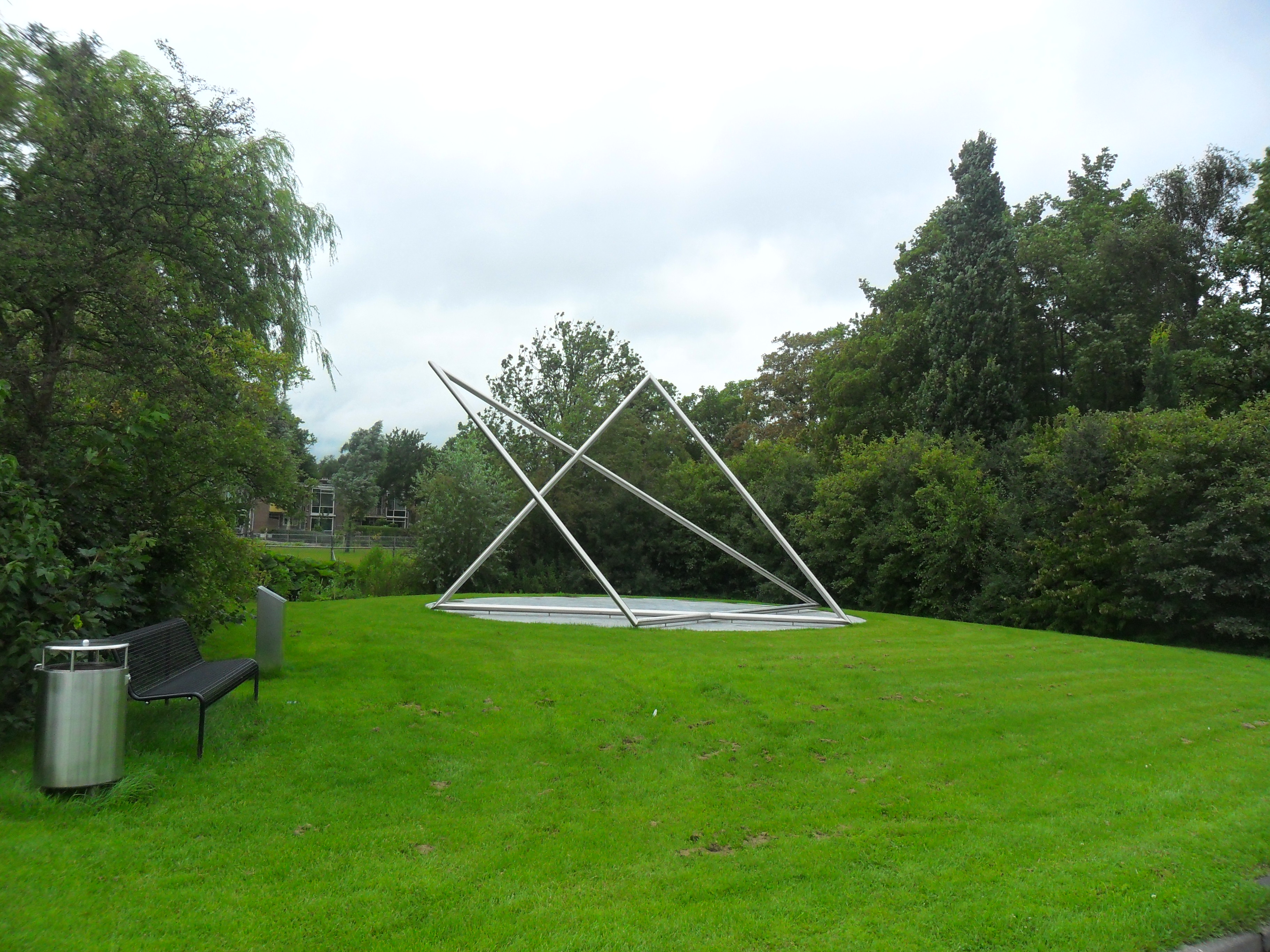
Het Joods Monument (2011).

In het noordoosten van het park, ter hoogte van de Burgemeester de Hoopstraat, bevindt zich een van de Joodse monumenten van de stad Sneek. Het monument heeft als achterliggende gedachte een herdenkingsplaats te bieden voor alle ooit in Sneek wonende Joden. Naast het monument bevindt er zich een Joodse begraafplaats.

## Openstelling
Het park is vrij toegankelijk. Het monument is vrij toegankelijk, de Joodse begraafplaats echter niet.
Harinxmalandpark · 
Duinterpen · 
De Hooppark · 
Julianapark · 
De Potten · 
Rasterhoffpark · 
Spoordok · 
Wilhelminapark ·
Zwettebos

Parken in Friesland